# Anchisa Chanta
Anchisa Chanta (thailändisch อัญชิสา ฉันทะ; * 12. September 2002) ist eine thailändische Tennisspielerin.

## Karriere
Anchisa spielt bislang vorrangig auf der ITF Women’s World Tennis Tour, wo sie bislang drei Einzel- und vier Doppeltitel gewinnen konnte.
2020 debütierte sie in der thailändischen Fed-Cup-Mannschaft, wo sie alle drei ihrer bislang gespielten Einzel gewinnen konnte.

## Turniersiege

### Einzel
| Nr. | Datum              | Turnier             | Kategorie | Belag     | Finalgegnerin          | Ergebnis      |
| --- | ------------------ | ------------------- | --------- | --------- | ---------------------- | ------------- |
| 1.  | 19. September 2021 | Monastir            | ITF W15   | Hartplatz | Elena Milovanović      | 7:6, 6:3      |
| 2.  | 16. Juli 2023      | Nakhon Si Thammarat | ITF W15   | Hartplatz | Patcharin Cheapchandej | 4:6, 7:5, 6:1 |
| 3.  | 23. März 2025      | Nonthaburi          | ITF W15   | Hartplatz | Back Da-yeon           | 7:63, 6:3     |

### Doppel
| Nr. | Datum            | Turnier             | Kategorie | Belag     | Partnerin              | Finalgegnerin               | Ergebnis         |
| --- | ---------------- | ------------------- | --------- | --------- | ---------------------- | --------------------------- | ---------------- |
| 1.  | 10. Juni 2023    | Nakhon Si Thammarat | ITF W15   | Hartplatz | Patcharin Cheapchandej | Nicole Khirin Sara Nayar    | 6:4, 4:6, [10:6] |
| 2.  | 17. Juni 2023    | Nakhon Si Thammarat | ITF W15   | Hartplatz | Patcharin Cheapchandej | Sara Nayar Vivian Yang      | 6:1, 7:64        |
| 3.  | 26. August 2023  | Nakhon Si Thammarat | ITF W15   | Hartplatz | Salakthip Ounmuang     | Gösäl Ainitdinowa Yang Yidi | 7:66, 6:2        |
| 4.  | 21. Oktober 2023 | Hua Hin             | ITF W15   | Hartplatz | Ayumi Koshiishi        | Cao Yajing Ng Man-ying      | 4:6, 6:4, [10:5] |